# Joanna Starzyk-Sulejewska
Joanna Katarzyna Starzyk-Sulejewska (ur. 1973) – polska politolożka, doktor habilitowana nauk społecznych, wykładowczyni Wydziału Nauk Politycznych i Studiów Międzynarodowych Uniwersytetu Warszawskiego.

## Życiorys
Absolwentka Instytutu Stosunków Międzynarodowych UW (1997). Doktoryzowała się na UW w 2001 na podstawie pracy Wspólna polityka zagraniczna i bezpieczeństwa Unii Europejskiej (promotor: Stanisław Parzymies). Habilitowała się w 2015 na podstawie pracy Stosunki Unii Europejskiej z Organizacją Narodów Zjednoczonych. Podstawy prawne i instytucjonalne oraz wybrane dziedziny współpracy.
W 1996 rozpoczęła pracę w ISM. Od 2005 do 2008 była zastępczynią dyrektora ds. dydaktycznych. W 2019, po reorganizacji Wydziału,trafiła do Katedry Dyplomacji i Instytucji Międzynarodowych. W 2020 została prodziekan do spraw nauki WNPiSM UW.
W pracy naukowej zajmuje się instytucjami międzynarodowymi; integracją europejską; problematyką bezpieczeństwa międzynarodowego; historią stosunków międzynarodowych.

## Wybrane publikacje
- Wspólna polityka zagraniczna i bezpieczeństwa Unii Europejskiej, Warszawa: Aspra-Jr: Fundacja Studiów Międzynarodowych, 2001.
- Outsiderzy integracji europejskiej: Szwajcaria i Norwegia a Unia Europejska Dariusz Popławski, Joanna Starzyk-Sulejewska], Warszawa: Wydawnictwo Naukowe Scholar, 2012.
- Stosunki Unii Europejskiej z Organizacją Narodów Zjednoczonych: podstawy prawne i instytucjonalne oraz wybrane dziedziny współpracy, Warszawa: Wydawnictwo Naukowe Scholar, 2015.